# Thaao Penghlis
Thaao Penghlis (Sydney, 15 dicembre 1945) è un attore australiano.

## Biografia
Nato da genitori greci, Penghlis inizia la sua carriera recitando sul palcoscenico. Nel 1981 appare nella soap opera General Hospital, nel ruolo di Victor Cassadine. Dopo aver lasciato la soap nello stesso anno, dal 1981 al 1985 è Tony DiMera nella soap opera Il tempo della nostra vita. Ha inoltre interpretato nella stessa soap il ruolo di Andrè DiMera dal 1983 al 1984, dal 1993 al 1996, dal 2002 al 2005, nel 2007, dal 2015 al 2019 e nel 2022.
Nel 2014 Penghlis torna a General Hospital, nel ruolo di Victor Cassadine. Recita inoltre nel revival degli anni '80 di Mission: Impossible, girato nella nativa Australia, nel film commedia Class e nel film The Book of Esther (2013).

## Filmografia parziale

### Cinema
- Ballando lo slow nella grande città (Slow Dancing in the Big City), regia di John G. Avildsen (1978)
- Class, regia di Lewis John Carlino (1983)
- Il libro di Ester (The Book of Esther), regia di David A.R. White (2013)

### Televisione
- General Hospital - soap opera, 34 puntate (1981, 2014)
- Il tempo della nostra vita (Days of Our Lives) - soap opera, 1510 puntate (1981-1985, 1993-1996, 2002-2005, 2007, 2015-2023, 2025-in corso)